# Neoconis bifurcata
Neoconis bifurcata är en insektsart som beskrevs av Meinander 1974. Neoconis bifurcata ingår i släktet Neoconis och familjen vaxsländor. Inga underarter finns listade i Catalogue of Life.